# Promachus nigrialbus
Promachus nigrialbus is een vliegensoort uit de familie van de roofvliegen (Asilidae). De wetenschappelijke naam van de soort is voor het eerst geldig gepubliceerd in 1970 door Martin in Martin & Papavero.